# Nordeste Bowl
Nordeste Bowl, também conhecido com NE Bowl, atualmente é a final da Conferência Nordeste da Liga Brasil Futebol Americano, divisão principal do Campeonato Brasileiro de Futebol Americano. O João Pessoa Espectros é o maior campeão com dez títulos.

## História
A Associação Nordestina de Futebol Americano (ANEFA) organizou o Nordeste Bowl em 2008 e 2009, nessas edições correspondendo ao campeonato interestadual de futebol americano do Nordeste do Brasil.
A primeira edição foi disputada por seis equipes de três estados em Fortaleza, Ceará. Porém a final foi cancelada, então o título foi dividido entre Ceará Cangaceiros e João Pessoa Espectros.
Não houve a edição de 2010. Em 2011 voltou a ser disputada, agora organizada pela Liga Nordestina de Futebol Americano (LINEFA), como a final da Liga Nordestina, competição interestadual da Região Nordeste em substituição ao antigo Nordeste Bowl. O João Pessoa Espectros derrota o Recife Mariners conquistando o campeonato regional.
A partir de 2012, o Nordeste Bowl passou a fazer parte da divisão principal do Campeonato Brasileiro da Confederação Brasileira de Futebol Americano (CBFA) como a final da Conferência Nordeste, sem relação com a Liga Nordeste da LINEFA, divisão de acesso da Região Nordeste para o Campeonato Brasileiro nos anos de 2016 a 2018. Na edição de 2012, o Botafogo Espectros, atualmente João Pessoa Espectros, derrota o América Bulls, conquista o título e avança à semifinal nacional.
Em 2015 o João Pessoa Espectros além de vencer o Nordeste Bowl, conquista o título nacional, ao vencer o Coritiba Crocodiles na final da Superliga Nacional, o Brasil Bowl. É o primeiro e único título da elite nacional de uma equipe nordestina da história.
Em 2016 e 2017, o João Pessoa Espectros sai vencedor na disputa com o Ceará Caçadores. No Brasil Bowl de 2017, o Espectros termina com o vice-campeonato nacional, perdendo para o Sada Cruzeiro.
O João Pessoa Espectros derrota o Recife Mariners em duas finais consecutivas (2018 e 2019), mantendo a hegemonia na região com dez títulos regionais. Ainda em 2019, o Espectros derrotou o Timbó Rex no Brasil Bowl X e conquista seu segundo título nacional, depois de perder a final nacional em 2018.
Em 2022, após a volta do hiato do campeonato, paralisado em 2020 e 2021 em razão da pandemia da COVID-19, o João Pessoa Espectros se tornou hendecacampeão ao derrotar, mais uma vez o Recife Mariners na final.
Em 2023, o Recife Mariners conquistou seu primeiro título após vencer o Fortaleza Tritões, no que foi o primeiro Nordeste Bowl desde 2011 que não teve participação do time paraibano.

## Edições
Campeão do Brasil Bowl.

### Títulos por equipe
| Clube                      | Títulos                                                               | Vices                                  |
| -------------------------- | --------------------------------------------------------------------- | -------------------------------------- |
| João Pessoa Espectros[ESP] | 11 (2008, 2011, 2012, 2013, 2014, 2015, 2016, 2017, 2018, 2019, 2022) | 0                                      |
| Bulls Potiguares[BUL]      | 1 (2009)                                                              | 2 (2012, 2013)                         |
| Ceará Cangaceiros[CAÇ]     | 1 (2008)                                                              | 0                                      |
| Recife Mariners            | 1 (2023)                                                              | 6 (2011, 2014, 2015, 2018, 2019, 2022) |
| Fortaleza Tritões          | 0                                                                     | 1 (2023)                               |
| Ceará Caçadores            | 0                                                                     | 2 (2016, 2017)                         |
| Natal Scorpions            | 0                                                                     | 1 (2009)                               |

### Títulos por estado
| Clube               | Títulos                                                               | Vices                                  |
| ------------------- | --------------------------------------------------------------------- | -------------------------------------- |
| Paraíba             | 11 (2008, 2011, 2012, 2013, 2014, 2015, 2016, 2017, 2018, 2019, 2022) | 0                                      |
| Rio Grande do Norte | 1 (2009)                                                              | 3 (2009, 2012, 2013)                   |
| Ceará               | 1 (2008)                                                              | 3 (2016, 2017, 2023)                   |
| Pernambuco          | 1 (2023)                                                              | 6 (2011, 2014, 2015, 2018, 2019, 2022) |